# David di Donatello du meilleur film de l'Union européenne
Le Prix David di Donatello du meilleur film de l’Union européenne (David di Donatello per il miglior film dell'Unione europea) est une récompense décernée annuellement par l'Académie du cinéma italien depuis 2004 dans la cérémonie des David di Donatello, les récompenses de cinéma italiennes.
Le prix coexiste avec le David di Donatello du meilleur film étranger pour le reste du monde, même si certaines coproductions non-européennes peuvent y participer.

## Palmarès

### Années 2000
- 2004 : (ex æquo)
  - Dogville de Lars von Trier •  Danemark
  - Rosenstrasse de Margarethe von Trotta •  Allemagne
    - Good Bye Lenin! de Wolfgang Becker •  Allemagne
    - Les lundis au soleil de Fernando León de Aranoa •  Espagne
    - La Jeune Fille à la perle de Peter Webber •  Royaume-Uni
- 2005 : Mar adentro de Alejandro Amenábar •  Espagne
  - Les Choristes de Christophe Barratier •  France
  - Le Marchand de Venise de Michael Radford •  États-Unis /  Italie
  - Vera Drake de Mike Leigh •  Royaume-Uni
  - Head-On de Fatih Akin •  Turquie /  Allemagne
- 2006 : Match Point de Woody Allen •  Royaume-Uni /  États-Unis /  Luxembourg
  - L'Enfant de Jean-Pierre et Luc Dardenne •  Belgique
  - Madame Henderson présente de Stephen Frears •  Royaume-Uni
  - La Marche de l'empereur de Luc Jacquet •  France
  - Caché de Michael Haneke •  France
- 2007 : La Vie des autres  de Florian Henckel von Donnersmarck •  Allemagne
  - Chronique d'un scandale de Richard Eyre •  Royaume-Uni
  - Mon meilleur ami de Patrice Leconte •  France
  - The Queen de Stephen Frears •  Royaume-Uni
  - Volver de Pedro Almodóvar •  Espagne
- 2008 : Irina Palm de Sam Garbarski •  France /  Belgique /  Allemagne /  Luxembourg /  Royaume-Uni
  - 4 mois, 3 semaines, 2 jours de Cristian Mungiu •  Roumanie
  - La Graine et le Mulet de Abdellatif Kechiche •  France
  - Elizabeth : L'Âge d'or de Shekhar Kapur •  Royaume-Uni
  - Le Scaphandre et le Papillon de Julian Schnabel •  France /  États-Unis
- 2009 : Slumdog Millionaire de Danny Boyle •  Royaume-Uni /  États-Unis /  France
  - Entre les murs de Laurent Cantet •  France
  - Les Citronniers de Eran Riklis •  France /  Israël
  - The Reader de Stephen Daldry •  États-Unis
  - Valse avec Bachir de Ari Folman •  Israël

### Années 2010
- 2010 : Le Concert de Radu Mihăileanu •  France
  - Le Ruban blanc de Michael Haneke •  Allemagne /  Autriche
  - Un prophète de Jacques Audiard •  France
  - Soul Kitchen de Fatih Akın •  Allemagne
  - Welcome de Philippe Lioret •  France
- 2011 : Le Discours d'un roi de Tom Hooper •  Royaume-Uni
  - Another Year de Mike Leigh •  Royaume-Uni
  - Dans ses yeux de Juan José Campanella •  Argentine
  - Revenge de Susanne Bier •   Danemark
  - Des hommes et des dieux de Xavier Beauvois •  France
- 2012 : Intouchables de Olivier Nakache et Éric Toledano •  France
  - Carnage de Roman Polanski •  France
  - Melancholia de Lars von Trier •  Danemark
  - Le Havre de Aki Kaurismäki •  Finlande
  - The Artist de Michel Hazanavicius •  France
- 2013 : Amour de Michael Haneke •  France /  Autriche
  - Skyfall de Sam Mendes •  Royaume-Uni
  - Anna Karenina de Joe Wright •  Royaume-Uni
  - Quartet de Dustin Hoffman •  Royaume-Uni
  - De rouille et d'os de Jacques Audiard •  France
- 2014 : Philomena de Stephen Frears •  Royaume-Uni
  - Ida de Paweł Pawlikowski •  Pologne
  - La Vie d'Adèle – Chapitres 1 & 2 de Abdellatif Kechiche •  France
  - Une belle fin de Uberto Pasolini •  Royaume-Uni
  - La Vénus à la fourrure de Roman Polanski •  France
- 2015 : Une merveilleuse histoire du temps de James Marsh •  Royaume-Uni
  - Alabama Monroe de Felix van Groeningen •  Belgique
  - Locke de Steven Knight •  États-Unis /  Royaume-Uni
  - Pride de Matthew Warchus •  Royaume-Uni
  - Les Nouveaux Sauvages de Damián Szifrón •   Argentine